# Solveig (nome)

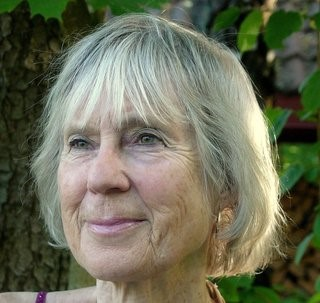
Solveig Bøhle (jornalista da televisão norueguesa)

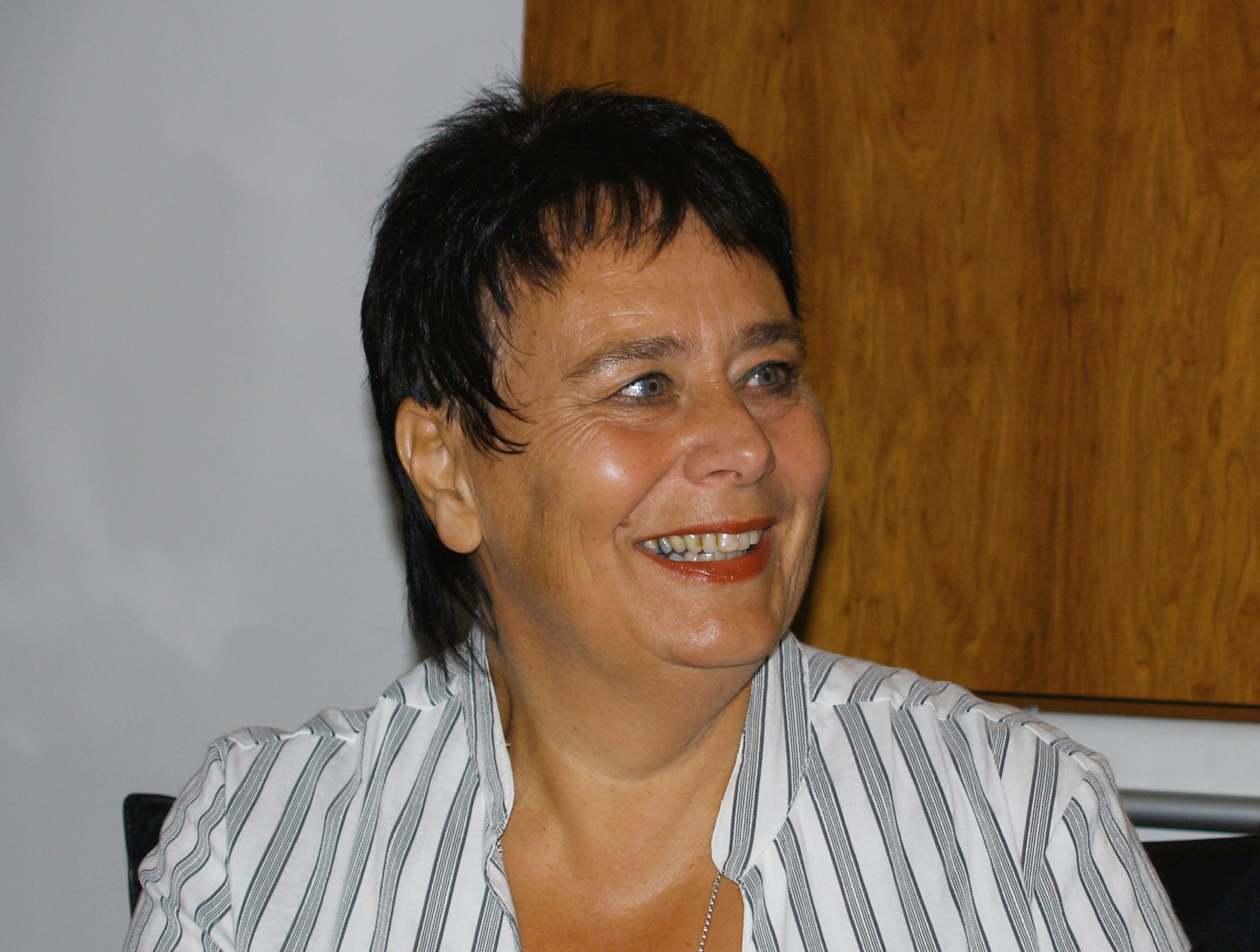
Solveig Fiske (bispa norueguesa)

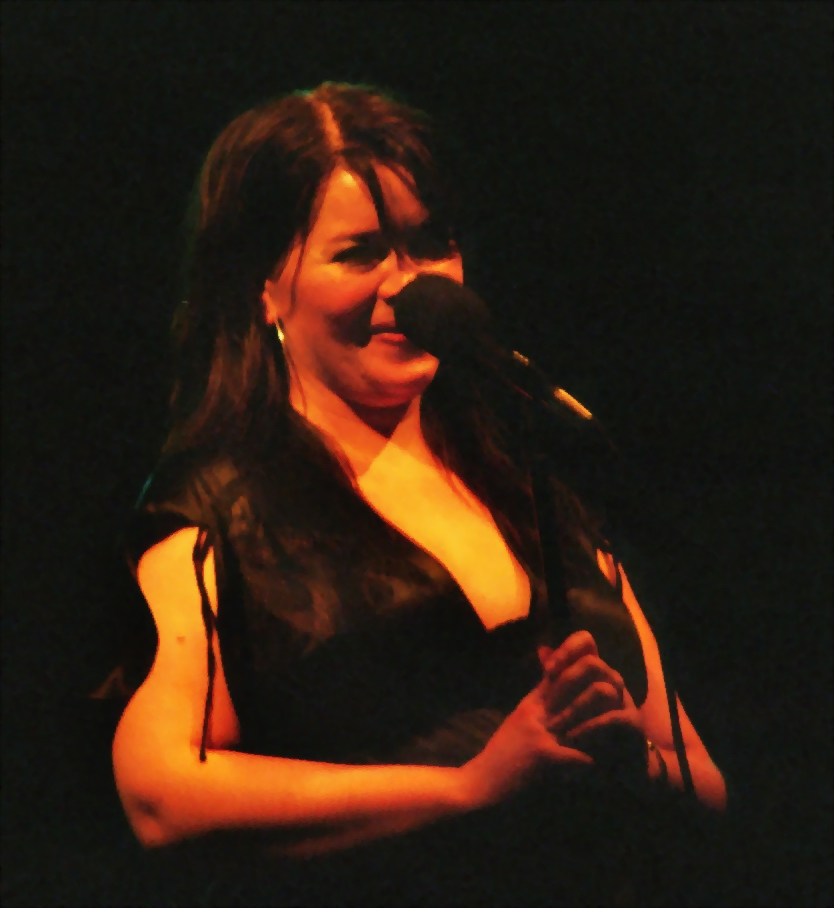
Solveig Slettahjell (vocalista de jazz norueguesa)

Solveig é um nome próprio feminino de origem norueguesa, usado hoje em dia na Suécia, Noruega, Dinamarca, Islândia e Finlândia.

## Pessoas com este nome
- Solveig Bøhle (jornalista da televisão norueguesa)
- Solveig Fiske (bispa norueguesa)
- Solveig Slettahjell (vocalista de jazz norueguesa)
- Solveig Gulbrandsen (futebolista norueguesa)
- Solveig Ternström (atriz e política sueca)
- Solveig Nordlund (cineasta sueca, naturalizada portuguesa)
- Solveig Dommartin (antiga atriz francesa)
- Solveig Gunbjørg Jacobsen (norueguesa nascida perto da Antártida)